# فولفغانغ شويبله
فولفغانغ شويبله (بالألمانية: Wolfgang Schäuble) (مواليد 18 سبتمبر 1942 - 26 ديسمبر 2023) محام ألماني وسياسي في حزب الاتحاد الديمقراطي المسيحي (CDU)، امتدت حياته السياسية لأكثر من أربعة عقود. وهو واحد من أكثر السياسيين خبرة وأطول خدمة في التاريخ الألماني، شغل منصب رئيس البوندستاغ من عام 2017 وحتى عام 2021.
ولد في مدينة فرايبورغ في عام 1942، درس شويبله في كل من جامعة فرايبورغ وجامعة هامبورغ، وبدأ بعد ذلك مزاولة مهنة القانون في محكمة مقاطعة أوفنبورغ في عام 1978. بدأ حياته السياسية في عام 1969 كعضو في (Junge Union) رابطة الشبيبة في حزب CDU؛ في عام 1972 تم انتخاب شويبله لعضوية البوندستاغ عن طريق الفوز بمقعد ناخب، حيث يستمر في العمل حتى يومنا هذا في 2018. بدأت مسيرة شويبله الوزارية في عام 1984 عندما تم تعيينه وزيراً للشؤون الخاصة من قبل المستشار هيلموت كول. في تعديل عام 1989 أصبح شويبله وزيراً للداخلية، حيث قاد المفاوضات من أجل إعادة التوحيد نيابةً عن جمهورية ألمانيا الاتحادية. خلال فترة توليه منصب وزير الداخلية، كان شويبله أحد أكثر السياسيين شعبية في ألمانيا وكان يُذكر بانتظام كمستشار مستقبلي محتمل، على الرغم من أنه واجه انتقادات عرضية من نشطاء الحقوق المدنية.
بعد هزيمة حزب الاتحاد الديمقراطي المسيحي/الاتحاد الاجتماعي المسيحي في الانتخابات الاتحادية عام 1998، خلف شويبله مستشاره هيلموت كول في رئاسة حزب الاتحاد الديمقراطي المسيحي، وهو المنصب الذي شغله لأقل من عامين قبل استقالته من منصبه في أعقاب فضيحة تمويل الحزب عام 1999. في عام 2005 أصبح شويبله مرة أخرى وزيرًا للداخلية في حكومة المستشارة أنغيلا ميركل، وفي عام 2009 وزيراً للمالية، وهو المنصب الذي ظل فيه لمدة تقارب الثمان سنوات. تم وصفه بهذه كـ «ثاني أقوى شخص في ألمانيا» بعد ميركل، حيث اتخذ خطًا متشددًا تجاه بلدان جنوب أوروبا خلال أزمة منطقة اليورو ورفض الدعوات من صندوق النقد الدولي لمنح اليونان مزيدًا من الوقت للسيطرة على حالات العجز. وقد سمحت ميزانية شويبله لعام 2014 -وهو من دعاة سياسات التقشف- لألمانيا بعدم تحمل أي دين جديد لأول مرة منذ عام 1969، وهو ما يُعرف عمومًا باسم Black Zero في الحملات الانتخابية لـ CDU.
في 27 أيلول 2017 أعلنت الكتلة البرلمانية ل CDU/CSU في البوندستاغ ترشيح شويبله لرئاسة البوندستاغ وتم انتخابه لهذا المنصب في 24 تشرين الأول 2017.

## التعليم
ولد شويبله في مدينة فرايبورغ حيث كان ابن مستشار مالي للضرائب. هو الأخ الأوسط بين إخوته الثلاثة. بعد الانتهاء من الثانوية العامة في عام 1961 درس شويبله القانون والاقتصاد في جامعة فرايبورغ وجامعة هامبورغ، حيث أكمل دراسته في 1966 و 1970 عن طريق اجتياز امتحانات الدولة الأولى والثاني على التوالي، لتصبح محام مؤهل تماما.
في عام 1971 حصل شويبله على درجة الدكتوراه في القانون برسالة بعنوان «الوضع القانوني المهني للمحاسب العام في شركات المحاسبة».

## البداية المهنية
دخل شويبله إدارة الضرائب في ولاية بادن فورتمبيرغ ليصبح في نهاية المطاف مسؤولاً إدارياً في مكتب الضرائب في فرايبورغ. بعد ذلك أصبح محامياً مسجلاً في محكمة مقاطعة أوفنبورغ من 1978 إلى 1984.

## الحياة السياسية
بدأت مسيرة شويبله السياسية في عام 1961 عندما انضم إلى ("Junge Union")، وهو رابطة شبيبة الاتحاد. خلال دراسته شغل منصب رئيس Ring Christlich-Demokratischer Studenten (رابطة الطلاب المسيحيين الديموقراطيين، RCDS) في هامبورغ وفرايبورغ. في عام 1965 أصبح شويبله أيضاً عضواً في CDU. من عام 1969 حتى عام 1972 كان رئيساً لمجلس إدارة "Junge Union" في بادن الجنوبية. من عام 1976 إلى عام 1984 شغل منصب رئيس اللجنة الوطنية للرياضة التابعة ل CDU.

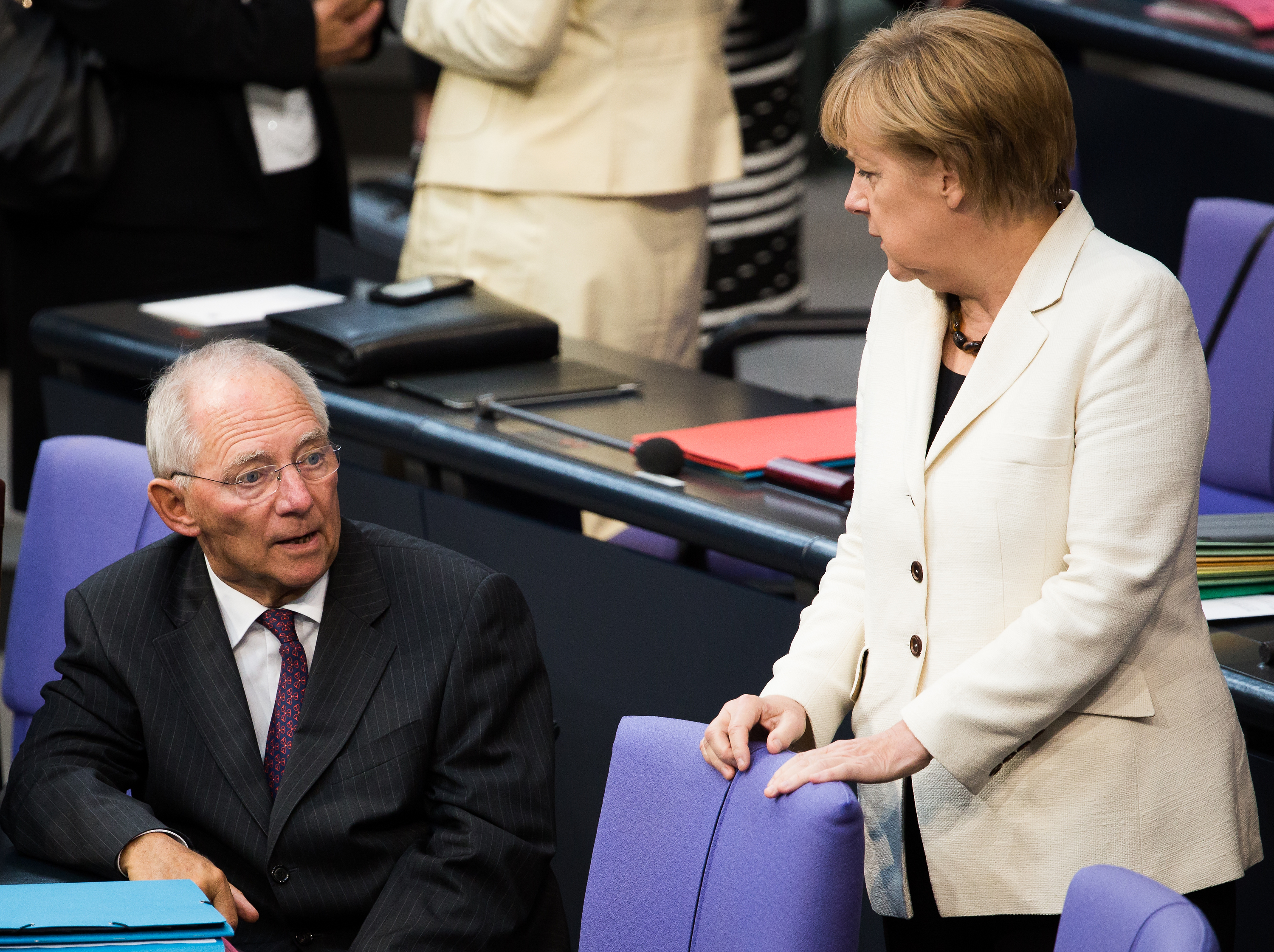
فولفغانغ شويبله والمستشارة أنغيلا ميركل في البوندستاغ الألماني عام 2014

### عضو في البرلمان، 1972 حتى الوقت الحاضر
تمتد عضوية شويبله في البوندستاغ منذ عام 1972. من عام 1981 وحتى عام 1984 كان أمراً تنظيمياً في البرلمان لمجموعة CDU/CSU وفي تشرين الثاني عام 1991 أصبح رئيسًا لها. تخلى شويبله عن هذا المنصب عام 2000 نتيجة لفضيحة التمويل. بين أكتوبر / تشرين الأول 2002 و 2005 شغل منصب نائب رئيس المجموعة البرلمانية تحت قيادة أنغيلا ميركل.
لقد كان انتخاب شويبله لعضوية البوندستاغ دائماً عن طريق الفوز بمقعد انتخابي وليس من خلال قائمة موضوعة في نظام التمثيل النسبي السياسي في ألمانيا.

### الوزير الاتحادي للشؤون الخاصة، 1984-1989
في 15 تشرين الثاني 1984 تم تعيين شويبله وزيراً للشؤون الخاصة ورئيسًا للمستشارية من قبل المستشار هيلموت كول. عندما انتقدت الصحافة السوفيتية عام 1986 هيلموت كول بسبب مقارنته بين مهارات الدعاية لميخائيل غورباتشوف وجوزيف غوبلز في مقابلة مع إحدى المجلات، ذُكر أن شويبله قد نصح المستشار بعدم الكتابة لغورباتشوف للاعتذار عن التشبيه، حيث يمكن أن يساء فهمها كإشارة على الضعف.
وبصفته وزيراً للشؤون الخاصة تم تعيين شويبله مسؤولاً عن التحضير لأول زيارة رسمية لإريش هونيكر رئيس جمهورية ألمانيا الديمقراطية في عام 1987. في ذلك الوقت كان يعتبر على نطاق واسع واحدا من أقرب مستشاري كول.

### وزير الداخلية الاتحادي، 1989-1991
في تعديل وزاري تم تعيين شويبله وزيرًا للداخلية في 21 نيسان 1989. في هذا المنصب قاد أيضًا المفاوضات نيابة عن جمهورية ألمانيا الاتحادية لإعادة توحيد ألمانيا مع جمهورية ألمانيا الديمقراطية في عام 1990. وقّع هو ووزير الدولة في ألمانيا الشرقية غونتر كراوس معاهدة التوحيد في 31 آب 1990. في خطاب ألقاه أمام البرلمان في عام 1991 كانت لدى شويبله الحجج المقنعة لصالح نقل العاصمة الألمانية من بون إلى برلين.
في تسعينات القرن الماضي كان شويبله أحد السياسيين الأكثر شعبية في ألمانيا[بحاجة لمصدر] وكانت هناك تكهنات مستمرة بأنه سيخلف كول في منصب المستشار. في تشرين الثاني عام 1991 أصبح شويبله زعيم الكتلة البرلمانية لحزب الاتحاد الديمقراطي المسيحي في البرلمان، ليحل محل ألفريد دريغر  البالغ من العمر 71 عامًا في خطوة جعلت منه وريثًا مرجحًا لكول. في عام 1997 صرح هيلموت كول بأن شويبله كان المرشح المفضل من قبله لخلافته، لكنه لم يرغب في تسليم السلطة حتى عام 2002 عندما يتم الانتهاء من الاتحاد النقدي الأوروبي مع إدخال اليورو.[بحاجة لمصدر] على كل حال خسر CDU/CSU انتخابات عام 1998، ولم يصبح شويبله مستشارًا.
بعد خسارة إبرهارد ديبغن لمنصب عمدة بلدية برلين، كانت المحادثات تدور حول شويبله ليكون المرشح الأول للانتخابات المبكرة في 21 تشرين الأول 2001، لكن رفضه فرع برلين لحزب الاتحاد الديمقراطي المسيحي لصالح فرانك شتيفل.
في بداية آذار 2004 أراد بعض السياسيون البارزون في CDU و CSU تسمية شويبله بسبب خبرته السياسية الواسعة كمرشح لمنصب الرئيس الألماني. ولكن وبالرغم من الدعم الذي قدمه رؤساء وزراء بافاريا (إدموند شتويبر (CSU)) وهسن (رولاند كوخ (CDU))، إلا أن شويبله لم يحصل على ترشيح الحزب في النهاية لأن زعيمة الحزب أنغيلا ميركل وغيرها من سياسيي حزب CDU وحزب FDP صوتوا ضده. ويرجع ذلك إلى أن فضيحة مساهمات الانتخابات التي شملت شويبله والتي ظهرت لأول مرة في أواخر عام 1999 لم تحل تمامًا وقتها.[بحاجة لمصدر]

### رئيس حزب الاتحاد الديمقراطي المسيحي، 1998-2000
بعد هزيمة الحزب الديمقراطي المسيحي في الانتخابات الاتحادية عام 1998 خلف شويبله هيلموت كول كرئيسًا لحزب الاتحاد الديمقراطي المسيحي. بعد 15 شهراً فقط،  استقال من هذا المنصب وكذلك من قيادة المجموعة البرلمانية CDU/CSU في عام 2000 في أعقاب فضيحة تمويل الحزب، حيث تم في عام 1994 قبول تبرعات نقدية بأكثر من 100,000 مارك ألماني ساهم بها تاجر الأسلحة كارل هاينتس شرايبر [الإنجليزية] . فتحت استقالة شويبله الباب لتغيير جذري بين الديمقراطيين المسيحيين، مع تولي أنغيلا ميركل زعامة الحزب الديمقراطي المسيحي، وفريدريك ميرتس قيادة المجموعة البرلمانية CDU/CSU.

### وزير الداخلية الاتحادي، 2005-2009
قبل انتخابات عام 2005 ضمت أنغيلا ميركل شويبله لحكومة الظل في حملتها لتنحية المستشار غيرهارد شرودر من منصبه. خلال الحملة عمل شويبله في منصب خبير ميركل للأمن والسياسة الخارجية.
في أعقاب الانتخابات تم ذكر شويبله كمرشح محتمل لمنصب وزير الدفاع. لكن في المفاوضات التي تلت ذلك لتشكيل حكومة ائتلافية قاد وفد CDU/CSU في فريق العمل المعني بالسياسة الداخلية. وكان الرئيس المشارك بريغيته تسيبريس من الحزب الديمقراطي الاجتماعي SPD. بمجرد تشكيل الحكومة الجديدة أصبح شويبله مرة أخرى وزيرًا للداخلية، هذه المرة في الائتلاف الكبير بقيادة المستشارة أنغيلا ميركل.
بين عامي 2007 و 2009 كان شويبله واحدًا من 32 عضوًا في اللجنة الثانية لتحديث الدولة الاتحادية، التي أُنشئت لإصلاح تقسيم السلطات بين السلطات الاتحادية وسلطات الولايات في ألمانيا.

### وزير المالية الاتحادي، 2009-2017
في أعقاب الانتخابات الاتحادية عام 2009 أصبح شويبله وزيرًا للمالية في تشرين الأول 2009. كان عمره حينها 67 عامًا وكان بذلك الأكبر سناً في الحكومة وصاحب أطول فترة عضوية في البرلمان في تاريخ الجمهورية الاتحادية. كما كان واحدا من سبعة وزراء محافظين في الحكومة المنتهية ولايتها والذين بقوا ليتابعوا في الحكومة الجديدة. في عام 2014 وصفت صحيفة وول ستريت جورنال شويبله بأنه «ثاني أقوى شخص في ألمانيا بعد المستشارة أنغيلا ميركل».
خلال فترة وجوده في منصبه كان شويبله يعتبر على نطاق واسع أكثر المدافعين صوتاً في حكومة التكامل الأوروبي، وعاطفاً حاذقاً للتعاون مع فرنسا. لكن مع المستشارة أنغيلا ميركل غالباً ما كان يتخذ خطاً متشدداً تجاه بعض بلدان جنوب أوروبا خلال أزمة منطقة اليورو. في عام 2012 رفض شويبلع نداءات رئيسة صندوق النقد الدولي كريستين لاجارد، لإعطاء اليونان المزيد من الوقت لإجراء تخفيضات إضافية في الإنفاق لكبح العجز. في نفس العام اتهم الرئيس اليوناني كارولوس بابولياس شويبله بإهانة أٌمته. في تشرين الأول 2013 اتهم رئيس الوزراء البرتغالي السابق خوسيه سوكراتيس شويبله بتقديمه بانتظام أنباء في وسائل الإعلام ضد البرتغال خلال أزمة منطقة اليورو قبل خطة الإنقاذ البرتغالية. ونعته سوكراتيس باسم «وزير المالية الماكر».
كأحد المدافعين البارزين عن التقشف خلال أزمة منطقة اليورو خصص شويبله في عام 2014 ميزانية وطنية قدرها 299 مليار يورو مما سمح لألمانيا بعدم تحمل أي دين جديد لأول مرة منذ عام 1969. في النصف الأول من عام 2016 سجل فائضاً في الميزانية قدره 18.5 مليار يورو. وقد وُصف بأنه «تجسيد للانضباط المالي» و«آية الله العليا في التقشف في أوروبا» وقد ساعدت سمعة شويبله في السيطرة الشديدة على الإنفاق من خلال التعافي السريع من الركود في ألمانيا، لكنه رفض الدعوات مرارًا وتكرارًا من مؤيدي الحكومة لإجراء تخفيضات ضريبية. خلال فترة ولايته أصر على موقفه بأن الإصلاحات الهيكلية مثل إصلاح أسواق العمل في أوروبا هي السبيل للخروج من دوامة انخفاض النمو. في عام 2013 على سبيل المثال، أعلن شويبله ونظيره البرتغالي فيتور جاسبار عن خطة لاستخدام البنك الألماني للتنمية KfW للمساعدة في إنشاء مؤسسة مالية لمساعدة البرتغاليين الذين تقل أعمارهم عن 25 سنة في الحصول على وظائف أو تدريب على العمل.
في عام 2012 في أعقاب استقالة جان كلود يونكر من منصب رئيس منطقة اليورو17 لوزراء المالية والمعروفة باسم مجموعة اليورو (Eurogroup)، سرعان ما تجمعت الاقتراحات كما ضغطت المستشارة أنغيلا ميركل لتولي شويبله هذا المنصب؛ لكن بدلاً من ذلك ذهب المنصب في وقت لاحق إلى يرون دايسيلبلوم.
في المفاوضات لتشكيل حكومة ائتلافية في أعقاب الانتخابات الاتحادية عام 2013، قاد شويبله وفد CDU/CSU في مجموعة العمل للسياسة المالية. كان الرئيس المشارك في المجموعة من الحزب الديمقراطي الاجتماعي هو عمدة هامبورغ، أولاف شولتس. بين عامي 2014 و 2015 قاد شويبله وشولتس مرة أخرى المفاوضات حول إصلاح ما يسمى ضريبة إضافية على ضريبة الدخل وضريبة الشركات (Solidaritätszuschlag) وإعادة تنظيم العلاقات المالية بين الحكومة الاتحادية في ألمانيا والولايات الاتحادية.
في خطاب إلى المفوض الأوروبي للشؤون الاقتصادية والمالية والضرائب والجمارك بيير موسكوفيتشي في أواخر عام 2014، حث شويبله ووزيرا المالية في الاقتصادات الكبرى الأخرى في منطقة اليورو - الفرنسي ميشيل سابين والإيطالي بيير كارلو بادوانو - المفوضية الأوروبية على وضع قوانين على مستوى الاتحاد الأوروبي للحد من التهرب الضريبي للشركات ومنع الدول الأعضاء من تقديم ضرائب أقل لجذب المستثمرين، داعياً إلى توجيه شامل لمكافحة [تآكل القاعدة وتحويل الأرباح] (حيث يشير هذا المصطلح والمختصر ب BEPS إلى استراتيجيات التخطيط الضريبي التي تستخدمها الشركات متعددة الجنسيات التي تستغل الفجوات وعدم التطابق في القواعد الضريبية لتحويل الأرباح بشكل مصطنع إلى مواقع منخفضة أو بلا ضرائب حيث لا يوجد نشاط اقتصادي يذكر أو لا يوجد نشاط اقتصادي) للدول الأعضاء بحلول نهاية عام 2015.
بمبادرة شويبله، أصبحت ألمانيا عضواً مؤسساً في البنك الآسيوي للاستثمار في البنية التحتية. في اجتماع 2015 للاقتصاديات الرئيسية لمجموعة العشرين، دعا إلى دمج أفضل للنظام المصرفي الإسلامي في النظام المالي الدولي.
عندما أعلن الرئيس الاتحادي يواخيم غاوك في حزيران 2016 أنه لن بعيد ترشيح نفسه للمنصب، تداولت وسائل الإعلام الألمانية والدولية بأن شويبله مرشح محتمل ليخلف غاوك في منصبه؛ ذهب المنصب في النهاية إلى فرانك-فالتر شتاينماير بدلاً من منه.
من أواخر عام 2016 عمل شويبله كعضو في لجنة الحكومة الألمانية بشأن خروج بريطانيا من الاتحاد الأوروبي حيث يناقش الوزراء المسائل التنظيمية والهيكلية المتعلقة بمغادرة المملكة المتحدة من الاتحاد الأوروبي.

### رئيس البرلمان الألماني، من 2017
بعد انتخابات عام 2017، رُشّح شويبله من قبل المجموعة البرلمانية لـCDU/CSU بأغلبية الأصوات لرئاسة البوندستاغ، خلفا لنوربرت لامرت. وبصفته رئيساً يرأس مجلس الشيوخ في البرلمان، الذي يحدد - من بين واجبات أخرى - بنود جدول الأعمال التشريعية اليومية وتكليف رؤساء اللجان بناءً على تمثيل الأحزاب.

## انتقادات

### العلاقات مع اليونان
تعرض شويبله للنقد بسبب تصرفاته خلال أزمة مناقشات استبعاد اليونان من منطقة اليورو "Grexit" في عام 2015: قال يانيس فاروفاكيس أن شويبله كان ينوي إجبار اليونان على الخروج من اليورو حتى قبل انتخاب حكومة سيريزا اليسارية في اليونان. وقد تم تأكيد ذلك من قبل وزير الخزانة الأمريكي السابق تيموثي غايتنر في أوائل عام 2014؛ ووصف غايثنر خطة شويبله بأنها «مرعبة»، وقال إن شويبله يعتقد أن الخروج اليوناني من منطقة اليورو من شأنه أن إخافة البلدان الأخرى. كما تلقى شويبله انتقادات واسعة النطاق من خلال تويتر عبر الوسم ThisIsACoup# تجاه توصياته التقشفية. وقد ركز هذا النقد على حقيقة أن إصرار شويبله على سياسات التقشف تتناقض مع الأدلة التجريبية على أن السياسات التي أصر عليها قد تقلص الاقتصاد اليوناني بنسبة 25٪، وهي درجة لا تتم موازتها إلا في زمن الحرب فقط، ولكن أيضًا من خلال التقارير الواردة من صندوق النقد الدولي المؤكدة على أن التخفيف الهائل من الديون فقط، وليس المزيد من التقشف، يمكن أن يكون فعالاً.

### ثغرات ضريبية
عندما تم إجراء تحقيق برلماني في عام 2017 للنظر في فضيحة أرباح البنوك، اضطر شويبله لمواجهة الانتقادات العامة بأنه انتظر طويلاً لحظر ثغرة ملكية مزدوجة تسمح لطرفين بملكية نفس الأسهم والسماح للطرفين بالمطالبة بالحسومات الضريبية، مما تسبب في خسارة الدولة لمليارات اليورويات في الضرائب.

## نشاطات أخرى (مختارات)

### مجالس الشركات
- بنك الائتمان لإعادة الإعمار، نائب رئيس مجلس الإشراف (2009-2017)
- البنك الآسيوي للاستثمار في البنية التحتية (AIIB)، عضو بحكم منصبه في مجلس المحافظين، (2016-2017)[66]

### مؤسسات غير ربحية
- أصدقاء فيست شبيل هاوس بادن بادن، رئيس
- المؤسسة الوطنية الألمانية، عضو مجلس الأمناء
- المؤسسة الألمانية لحماية الآثار، عضو مجلس الأمناء
- Deutsche Stiftung Querschnittlähmung (مؤسسة الألمانية للشلل النصفي)، عضو مجلس الأمناء
- المتحف الألماني، عضو مجلس الأمناء[67]
- أصدقاء فيلهارموني برلين، عضو مجلس الأمناء
- الإدارة المالية لجامعة غوته في فرانكفورت، عضو مجلس الأمناء
- المؤسسة الدولية للبحوث في الشلل النصفي، عضو في مجلس الأمناء
- جمعية ماكس بلانك، عضو مجلس الأمناء
- مؤسسة RAG-Stiftung، عضو بحكم منصبه في مجلس الأمناء
- مؤسسة روبرت شومان، عضو مجلس الإدارة
- كأس العالم لكرة القدم للسيدات 2011، عضو مجلس الأمناء[68]

## أوسمة وتكريمات (مختارات)
- 1986: وسام استحقاق الجمهورية الإيطالية
- 1988: وسام الاستحقاق الوطني برتبة ضابط كبير من الرئيس الفرنسي
- 1989: القائد الكبير (قائد مع نجمة) من وسام الاستحقاق لجمهورية ألمانيا الاتحادية
- 1991: الصليب الكبير من وسام الاستحقاق لجمهورية ألمانيا الاتحادية
- 1992: دكتوراه فخرية من جامعة إرلنغن نورنبيرغ
- 1998: جائزة كونراد أديناور
- 1998: الوسام الوطني لجوقة الشرف
- 2005: دكتوراة فخرية من جامعة فريبورغ
- 2006: دكتوراه فخرية من جامعة فارميا ومازوريا في أولشتين
- 2008: وسام استحقاق بادن فورتمبيرغ
- 2009: دكتوراه فخرية من جامعة توبنغن
- 2010: جائزة التسامح من الأكاديمية الإنجيلية في توتسينغ
- 2011: دكتوراه فخرية من جامعة كورفينوس في بودابست
- 2011: وسام تاج البلوط من دوقية لوكسمبورغ
- 2012: جائزة شارلمان الدولية من آخن[69]
- 2014: جائزة التفاهم والتسامح من المتحف اليهودي برلين
- 2015: جائزة بامبي
- 2017: جائزة كيسنغير

## الحياة العائلية

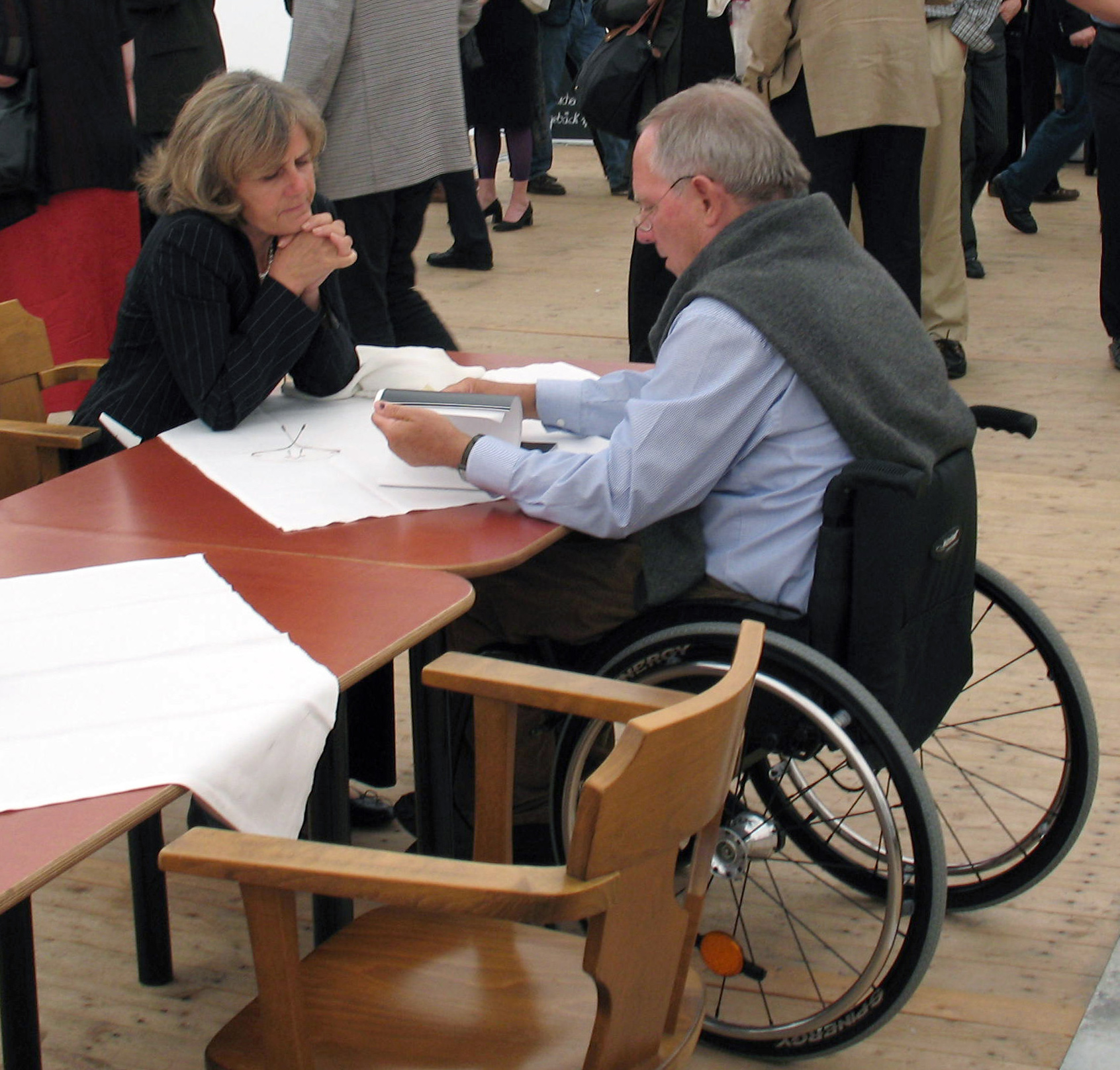
شويبله وزوجته (2007)

شويبله متزوج من الاقتصادية إنغيه بورغ شويبله منذ عام 1969. لديهم أربعة أبناء: ثلاث بنات كريستين وجوليانه وآنا وابن واحد هانز يورغ. كان شقيقه الراحل توماس شويبله (1948–2013)، وزيرًا سابقًا للداخلية في ولاية بادن فورتمبيرغ، ورئيسًا تنفيذيًا لمصنع الجعة المحلي في مدينة بادن-فورتمبيرغ من عام 2004 إلى عام 2013. صهره هو توماس شتروبل الذي يشغل حالياً منصب وزير الداخلية في ولاية بادن فورتمبيرغ.
عندما احتفل شويبله بعيد ميلاده السبعين في المسرح الألماني في برلين في أيلول 2012، ألقت المستشارة أنغيلا ميركل وكريستين لاغارد، المديرة التنفيذية لصندوق النقد الدولي، الخطابات الرئيسية على شرفه.

### محاولة الاغتيال وما ترتب عنها صحياً
في 12 تشرين الأول 1990 وعندما كان عمره 48، كان شويبله هدفاً لمحاولة اغتيال من قبل ديتير كاوفمان، الذي أطلق عليه ثلاث رصاصات بعد حملة انتخابية حضرها حوالي 300 شخص في أوبناو. أصاب كاوفمان حارساً شخصياً وألحق إصابات بالغة في الحبل الشوكي ووجه شويبله.
أصبح شويبله مشلولًا بعد الهجوم واستخدم كرسيًا متحركًا منذ ذلك الحين. أُعلن أن منفذ محاولة الاغتيال مرضي عقلي من قبل القضاة، وأُودع في عيادة بسبب الاضطرابات النفسية. أطلق سراحه في عام 2004.
عاد شويبله للعمل في غضون ثلاثة أشهر بعد الحادثة، حتى عندما كان لا يزال يعيش في وحدة إعادة التأهيل، وبتعلم كيفية الحركة والمناورة حيث أنه أصيب بشلل سفلي. خلال حملته الأخيرة في انتخابات عام 1990، سافر المستشار هيلموت كول إلى أوفنبورغ، حيث أطل شويبله في أول ظهور علني له بعد محاولة الاغتيال أمام حشد مؤلف من حوالي 9000 شخص.
في أيار 2010 وفي طريقه إلى بروكسل لعقد اجتماع طارئ لوزراء مالية الاتحاد الأوروبي، نُقل شويبله إلى وحدة العناية المركزة في مستشفى بلجيكي، متأثراً بمضاعفات عملية سابقة ورد فعل تحسسي لمضاد حيوي جديد. في تلك الأثناء تكهنت وسائل الإعلام الألمانية حول استقالته، وحتى فرصه في البقاء على قيد الحياة. ومع ذلك رفضت المستشارة أنغيلا ميركل مرتين طلب شويبله للتنحي خلال فترة اعتلاله الصحي في عام 2010.

## روابط خارجية
- فولفغانغ شويبله على موقع IMDb (الإنجليزية)
- فولفغانغ شويبله على موقع الموسوعة البريطانية (الإنجليزية)
- فولفغانغ شويبله على موقع مونزينجر (الألمانية)
- فولفغانغ شويبله على موقع ميوزك برينز (الإنجليزية)
- فولفغانغ شويبله على موقع إن إن دي بي (الإنجليزية)
- فولفغانغ شويبله على موقع ديسكوغز (الإنجليزية)
- فولفغانغ شويبله على موقع قاعدة بيانات الفيلم (الإنجليزية)
- فولفغانغ شويبله على موقع كينوبويسك (الروسية)
- فولفغانغ شويبله على موقع أوليمبيديا (الإنجليزية)

| المناصب السياسية           | المناصب السياسية                                                                                               | المناصب السياسية           |
| -------------------------- | --- | -------------------------- |
| سبقه فالديمار شريكنبيرغير ‏ | رئيس موظفي المستشارية 1984–1989                                                                                | تبعه رودولف سايتيرز ‏       |
| سبقه فالديمار شريكنبيرغير ‏ | وزير الشؤون الخاصة 1984–1989                                                                                   | تبعه رودولف سايتيرز ‏       |
| سبقه فريدريك تسيميرمان     | وزير الداخلية الاتحادي 1989–1991                                                                               | تبعه رودولف سايتيرز ‏       |
| سبقه أوتو شيلي ‏            | وزير الداخلية الاتحادي 2005–2009                                                                               | تبعه توماس دي مايزير       |
| سبقه بيير شتاينبروك        | وزير المالية 2009–2017                                                                                         | تبعه بيتر ألتماير بالوكالة |
| سبقه نوربيرت لاميرت        | رئيس البوندستاغ 2017–الوقت الحاضر                                                                              | الحالي                     |
| المناصب الحزبية السياسية   | |                            |
| سبقه ألفريد دريغير ‏        | رئيس المجموعة البرلمانية ائتلاف الاتحاد الديمقراطي المسيحي / الاتحاد الاجتماعي المسيحي في البوندستاغ 1991–2000 | تبعه فريدريك ميرتس         |
| سبقه هيلموت كول            | زعيم الاتحاد الديمقراطي المسيحي 1998–2000                                                                      | تبعه أنغيلا ميركل          |